# Route secondaire 11230 (Estonie)
La route  Harju-Risti – Riguldi – Võntküla (en estonien : Harju-Risti – Riguldi – Võntküla tee) ou route 11230 est une route du comté de Harju en Estonie.

## Description
La route traverse la commune de Lääne-Harju et la commune de Lääne-Nigula.
Elle mesure 75,6 km.
La route commence au kilomètre 25 de la route Keila-Haapsalu dans le village de Määra de la commune de Lääne-Harju.
La route traverse Määra, Kõmmaste, Harju-Risti, Vilivalla, Pedase, Vihterpalu, Änglema, Alliklepa, Keibu, Vaisi, Nõva, Rannaküla, Tusari, Tuksi, Höbringi, Riguldi, Hara, Aulepa, Sutlepa, Väike-Nõmmküla, Salajõe, Ingküla, Vedra, Linnamäe, Oru, Koela, Nigula, Pälli, Leediküla, Kedre, Turvalepa et Võntküla.
La route se termine au kilomètre 55 de la route Ääsmäe–Haapsalu–Rohuküla dans le village de Võntküla de la commune de Lääne-Nigula.